# DeSean Jackson
DeSean William Jackson (Los Angeles, 1º dicembre 1986) è un ex giocatore di football americano statunitense che ha militato nel ruolo di wide receiver e specialista dei ritorni su punt nella National Football League (NFL). Fu scelto dai Philadelphia Eagles nel corso del secondo giro del Draft NFL 2008. Al college giocò a football alla Università della California - Berkeley.
Jackson è stato il primo giocatore della storia ad essere selezionato per il Pro Bowl in due differenti ruoli: nel 2010 fu infatti convocato sia come wide receiver che come kick returner. Fu selezionato per il Pro Bowl anche nell'annata successiva e nel 2013.

## Carriera

### Philadelphia Eagles

#### Stagione 2008
Il 26 aprile 2008, Jackson fu scelto nel corso del secondo giro (49º) del draft 2008 dai Philadelphia Eagles. Fu il settimo wide receicer scelto in un draft che per la prima volta nella storia non vide nessun giocatore di tale ruolo scelto al primo giro. Il 20 luglio, Jackson firmò un contratto quadriennale con gli Eagles.

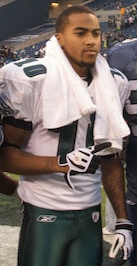
Jackson dopo la gara del 2 novembre 2008 contro i Seattle Seahawks

A causa degli infortuni patiti da Kevin Curtis e Reggie Brown, Jackson partì come titolare nella prima gara della stagione. Il 7 settembre, Jackson ricevette 6 passaggi per 106 yard nella vittoria 38–3 sui St. Louis Rams. Inoltre ritornò 8 punt per un totale di 97 yard, compreso uno da 60 yard che produsse un field goal. Egli ebbe in totale yard, un record per un rookie tra i wide receiver. Durante un Monday Night Football contro i Dallas Cowboys il 15 settembre, Jackson esultò prematuramente prima di correre dentro la end zone lasciando cadere il pallone sulla linea di 1 yard. Questo portò nel suo primo touchdown nella NFL ad essere prima chiamato un challenge e poi a venire cambiata la decisione, con Brian Westbrook che segnò effettivamente il touchdown su corsa nella giocata successiva. Gli Eagles persero 41-37. Jackson terminò la partita con 110 yard su 6 ricezioni, diventando solo il secondo ricevitore nella storia della NFL a ricevere più di 100 yard nelle prime due gare in carriera dopo Don Looney degli stessi Eagles nel 1940.
Il 28 settembre, Jackson segnò il suo primo touchdown offensivo contro i Chicago Bears. Durante la gara, DeSean causò un fumble che portò i Bears avanti nel punteggio. La settimana successiva contro i Washington Redskins il 5 ottobre, Jackson ritornò il suo primo punt in un touchdown con un ritorno da 68 yard. Jackson segnò il suo primo touchdown il 9 novembre su uno snap diretto con una formazione wildcat su una corsa da 9 yard contro i New York Giants. In una rivincita contro i Giants il 7 dicembre che culminò in una vittoria a sorpresa 20-14 contro i campioni NFL in carica, Jackson per la prima volta non ottenne alcuna ricezione. La settimana successiva Jackson si riprese, mettendo insieme 77 yard su 5 prese nella vittoria 30–10 sui Cleveland Browns. L'ultimo TD stagionale di Jackson (da 62 yard) giunse nella finale della NFC il 18 gennaio contro gli Arizona Cardinals. Jackson terminò secondo dietro a Curtis in yard ricevute nei playoff (207 a 211).

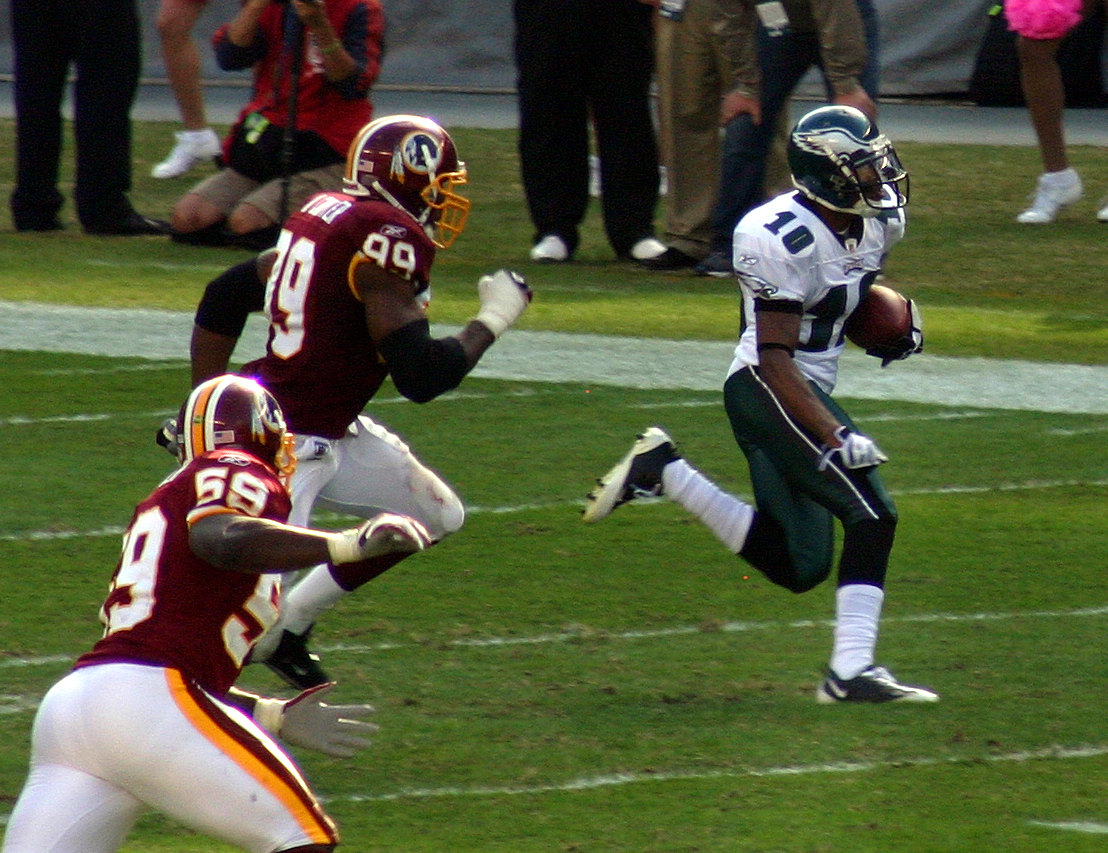
Jackson contro i Redskins nel 2008.

Le 912 yard ricevute da Jackson nella sua prima stagione stabilirono un nuovo record per un rookie degli Eagles, superando il primato di Keith Jackson nel 1988. Fu inoltre l'unico rookie insieme a Keith Jackson a guidare la franchigia in ricezione. DeSean Jackson stabilì inoltre il record degli Eagles con 62 ricezioni.

#### Stagione 2009
Nella settimana 1 contro i Carolina Panthers, Jackson ritornò il suo secondo punt in un touchdown da 85 yard , il secondo più lungo della storia degli Eagles. La settimana seguente Kevin Kolb lanciò il suo primo passaggio da touchdown in carriera per Jackson contro i New Orleans Saints per 71 yard. Jackson ricevette 149 yard contro i Kansas City Chiefs il 27 settembre compreso un touchdown da 64 yard su ricezione. Contro gli Oakland Raiders il 17 ottobre egli ricevette 94 yard in 6 ricezioni, compresa una da 51 yard, nella sconfitta 13–9.
Jackson ricevette un passaggio da touchdown di 57 yard da Donovan McNabb che diede a McNabb il 200º passaggio da TD in carriera facendogli contemporaneamente superare le 30.000 yard totali il 26 ottobre contro i Washington Redskins nel Monday Night Football. Inoltre segnò il suo primo touchdown su corsa della stagione, lungo 67 yard. Jackson si infortunò al piede destro durante la partita ma ritornò nel terzo periodo. Dopo questa prestazione fu nominato giocatore offensivo della settimana della NFC.

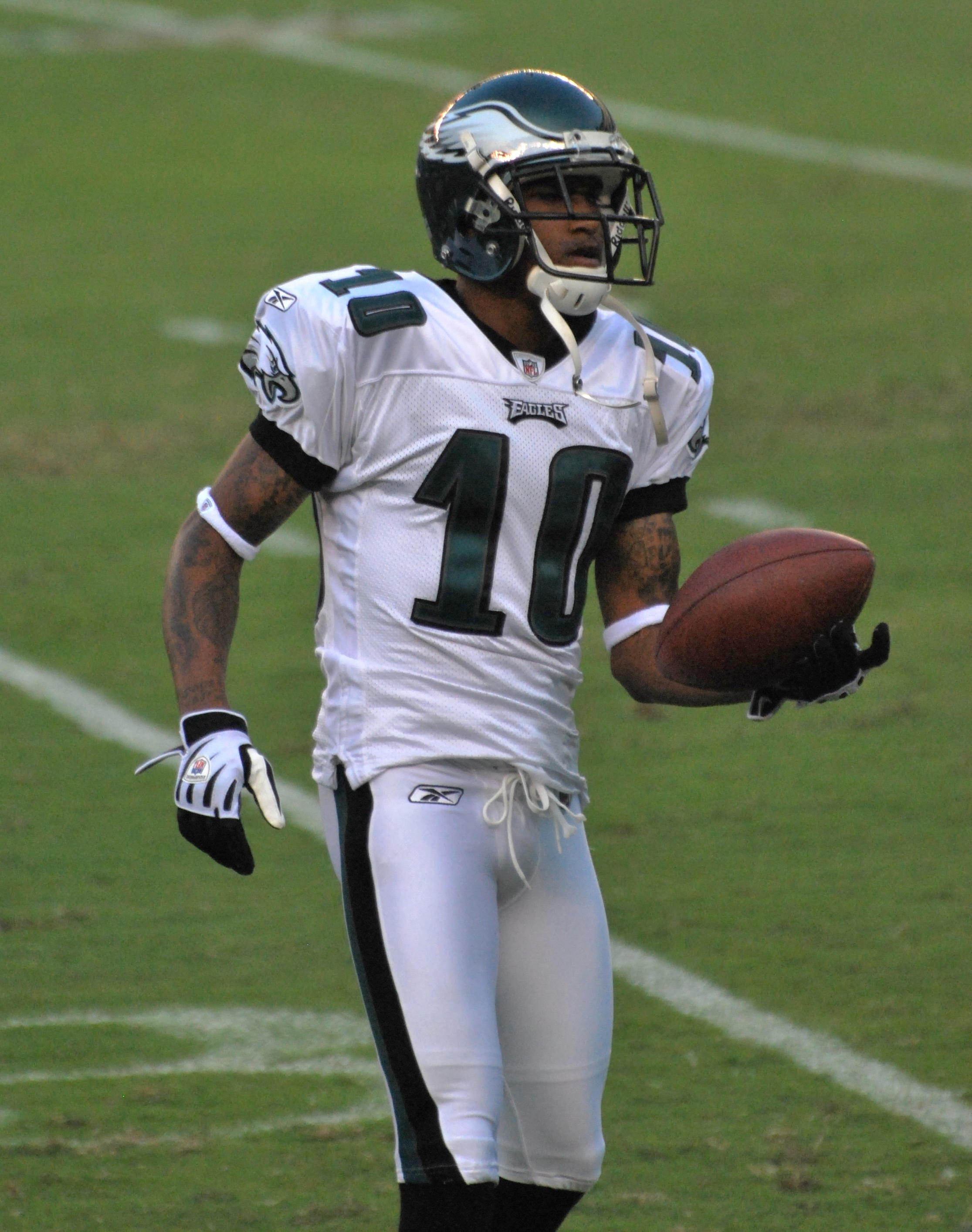
Jackson nel 2009.

Nel Sunday Night Football della settimana 11 contro i Chicago Bears, Jackson ricevette 8 passaggi per 107 yard e un touchdown e gli Eagles vinsero 24-20. Il 29 novembre contro i Redskins, Jackson dovette lasciare la gara a causa di una commozione cerebrale dovuta uno scontro casco contro casco col linebacker London Fletcher. Jackson registrò due ricezioni compreso un touchdown da 35 yard. Jackson saltò una gara a causa dell'infortunio ma tornò il 13 dicembre contro i New York Giants. Jackson giocò una delle migliori gare della carriera accumulando 178 yard in 6 ricezioni, compreso un TD su passaggio da 60 yard touchdown da McNabb e altre 72 yard su ritorno da un punt per un altro touchdown (261 yard totali). L'ottava gara con un TD da più di 50 yard gli fece pareggiare il record di Elroy "Crazylegs" Hirsch e Devin Hester. Per questa prestazione contro i Giants, Jackson fu nominato miglior giocatore degli special team della settimana della NFC.
La settimana seguente, contro i San Francisco 49ers, Jackson superò le 1.000 yard in stagione ricevendone 140, comprese 19 yard su un touchdown su ricezione, assicurando agli Eagles un posto nei playoff.[18] Il 27 dicembre Jackson accumulò 33 yard in 4 prese segnando due touchdown nella vittoria sui Denver Broncos.
Jackson faticò nell'ultima gara di stagione regolare contro Dallas Cowboys, conclusa con 2 ricezioni per 36 yard nella sconfitta 24–0 degli Eagles. La settimana successiva, Philadelphia giocò il primo turno di playoff proprio contro i Cowboys, dove Jackson ricevette sole 14 yard ma segnò un touchdown nella sconfitta 34–14.
Jackson terminò la stagione come leader nelle ricezioni degli Eagles con 1.167 yards. Fu selezionato come titolare del Pro Bowl sia come wide receiver che come kick returner, prima volta nella storia che un giocatore venne convocato per un doppio ruolo. Al Pro Bowl, Jackson ricevette 6 passaggi per 101 yard (il migliore della squadra) e touchdown. Sporting News lo incluse nella formazione ideale della stagione come punt returner dopo Jackson aveva accumulato 15,6 yard di media a ritorno, il massimo nella NFL.

#### Stagione 2010
Nella vittoria 35–32 sui Detroit Lions, Jackson ricevette 135 yard, compreso un TD da 45 yard. La settimana successiva contro i Jacksonville Jaguars, Jackson segnò su un passaggio da 61 yard e tewrminò la gara con 5 ricezioni per 153 yard. Il 3 e 10 ottobre, Jackson ricevette solo 5 passaggi per 43 yard totali. Il 17 ottobre segnò due touchdown contro gli Atlanta Falcons, uno su una corsa da 31 yard ed il secondo su una ricezione da 34 yard da Kevin Kolb. Durante tale partita subì un duro colpo dopo uno scontro con un giocatore di Atlanta, il cornerback Dunta Robinson, con entrambi i giocatori che ebbero bisogno di aiuto per uscire dal campo. Jackson tornò in campo il 7 novembre contro gli Indianapolis Colts.
Il 15 novembre, dopo una lite con Laron Landry, Jackson ricevette l'allora record in carriera di 88 yard per un passaggio datouchdown da Michael Vick nella prima giocata dalla linea di scrimmage con Landry che lo stava marcando in un Monday Night Football terminato con la vittoria 59-28 sui Washington Redskins. Egli sorpassò tale record portandolo a 91 yard con un touchdown il 12 dicembre contro i Dallas Cowboys, finendo inoltre la partita col record in carriera di 210 yard ricevute. Il 19 dicembre 2010, Jackson ritornò un punt per 65 yard in un touchdown guidando gli Eagles alla vittoria contro i New York Giants nei 14 secondi finali della partita. Gli Eagles furono in svantaggio 31-10 con 8 minuti da giocare ma rimontarono segnando 3 touchdown consecutivi. Con 14 secondi rimanenti e la gara pari sul 31-31, Jackson ricevette il punt. Inizialmente compì un fumble ma poi lo raccolse e corse per 65 yard finendo per segnare, correndo parallelamente alla goal line quando la raggiunse per far scadere il tempo. Tale partita viene ricordata come "The Miracle at the New Meadowlands" (traduzione: Il miracolo alle New Meadowlands) e tale punt fu il primo ed unico della storia della NFL che dalla giocata finale portò una squadra alla vittoria. Jackson terminò nuovamente l'annata come miglior ricevitore della squadra con 1056 yard.

#### Stagione 2011
Il 28 luglio 2011, Jackson non si presentò al training camp degli Eagles alla Lehigh University a Bethlehem, Pennsylvania come previsto dal suo contratto. Il suo agente, Drew Rosenhaus, non offrì immediate spiegazioni per la sua assenza. Jackson fu multato di 30.000 dollari al giorno finché non si presentò al campo. Il termine ultimo era il 9 agosto oppure avrebbe perso un anno di contratto prima di diventare free-agent. Il personale sciopero di Jacksonterminò l'8 agosto quando si presentò al training camp. Il 13 novembre, in una gara contro gli Arizona Cardinals, Jackson fu escluso per non essersi presentato all'incontro degli special team. La settimana seguente contro i New York Giants, Jackson tirò la palla al coordinatore difensivo di New York Perry Fewell adopo una ricezione da 50 yard venendo multato di 10.000 dollari per condotta anti-sportiva. Nella sconfitta del 27 novembre contro i New England Patriots, fu messo in panchina per tutto il quarto periodo dopo aver fatto cadere due volte il pallone che in entrambi i casi poteva significare un potenziale TD. Jackson terminò la stagione nuovamente come miglior ricevitore degli Eagles con 961 yard. Inoltre ottenne il minimo in carriera per yard totali nei ritorni con 114 e non ritornò alcun punt in touchdown durante l'anno.
A fine stagione, Jackson fu votato al 71º posto nella NFL Top 100, l'annuale classifica dei migliori cento giocatori della stagione.

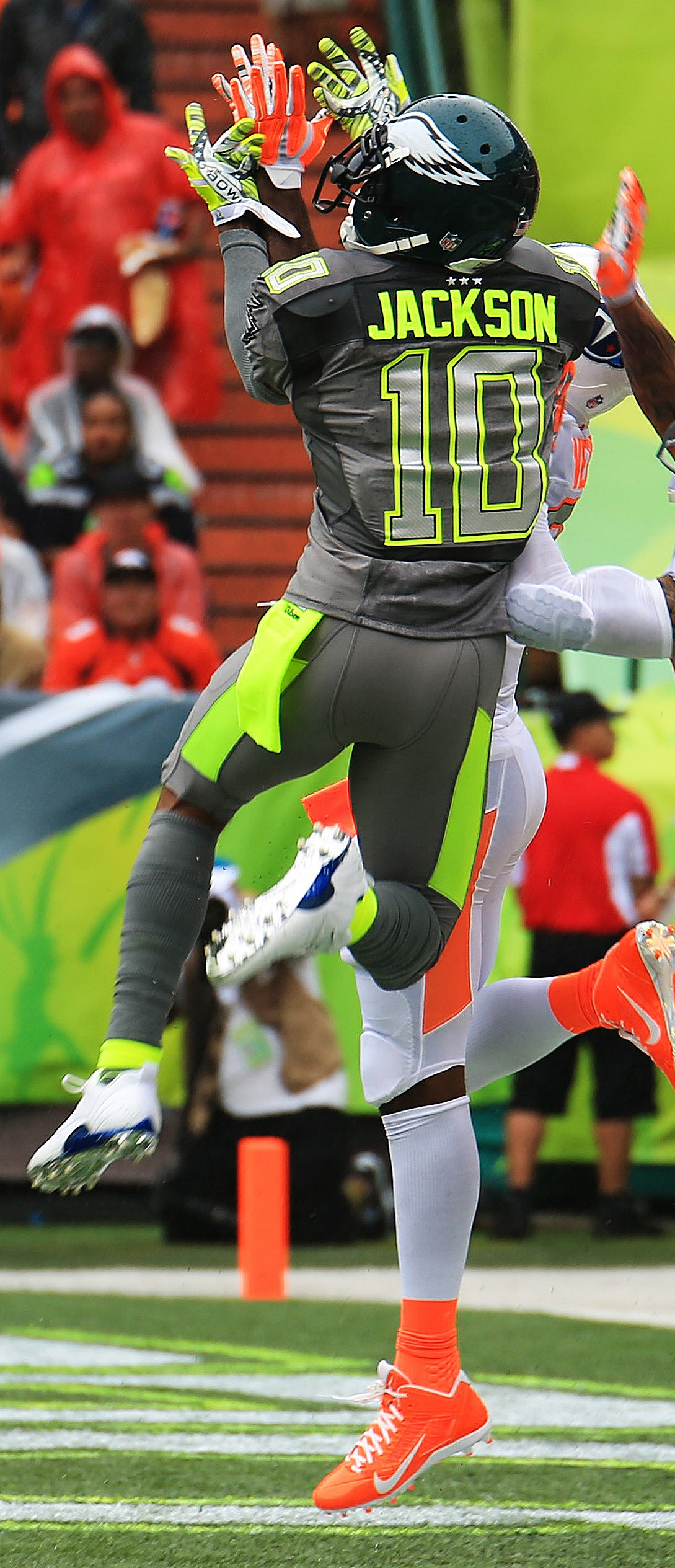
Jackson mentre sta per ricevere un touchdown nel Pro Bowl 2014.

#### Stagione 2012
Jackson fu designato dagli Eagles con la franchise tag il 1º marzo 2012. Il 14 marzo firmò un contratto quinquennale del valore di 51 milioni di dollari.
Nella gara di debutto della stagione, il 9 settembre contro i Cleveland Browns, Jackson ricevette 4 passaggi per 77 yard nella vittoria 17-16 degli Eagles. Nel turno successivo, gli Eagles vinsero contro i Baltimore Ravens: DeSean ricevette 7 passaggi per 114 yard.
Nella settimana 4 gli Eagles vinsero l'ottava partita negli ultimi nove incontri disputati contro i Giants. Jackson ricevette 99 yard e segnò un touchdown. Nel turno successivo Jackson e gli Eagles furono sconfitti dagli Steelers col ricevitore che concluse con 58 yard guadagnate.
Nel Monday Night Football della settimana 12 perso contro i Carolina Panthers, Jackson si ruppe diverse costole, venendo inserito in lista infortunati e concludendo così in anticipo una stagione avara di soddisfazioni per sé stesso e per gli Eagles.

#### Stagione 2013
Jackson e gli Eagles guidati dal nuovo allenatore Chip Kelly iniziarono la stagione nel migliore dei modi battendo i Redskins col ricevitore che guadagnò 104 yard e segnò un touchdown. Un altro, oltre a 193 yard ricevute, lo segnò la settimana successiva contro i Chargers. Gli Eagles nella settimana 5 vinsero la loro seconda gara stagionale contro i Giants con Jackson che ricevette 132 yard e segnò il suo terzo TD, venendo premiato come giocatore offensivo della NFC della settimana. La domenica successiva Philadelphia vinse la seconda gara consecutiva contro i Buccaneers in trasferta con il wide receiver che ricevette 2 TD da Nick Foles. Nella settimana 9 Jackson contribuì con 150 yard ricevute e un touchdown alla agevole vittoria sui Raiders andò a segno anche la domenica successiva nella vittoria in trasferta sui Packers.
L'8 dicembre contro i Lions, durante una tormenta di neve in un Lincoln Financial Field ai limiti della praticabilità, Jackson segnò il suo ottavo touchdown e con 59 yard ricevute superò quota mille stagionali per la prima volta dal 2010. La domenica successiva 15 gli Eagles persero contro i Minnesota Vikings malgrado 195 yard guadagnate e un touchdown del ricevitore. La squadra vinse le ultime due gare della stagione e tornò a vincere la propria division, venendo eliminata nel primo turno di playoff per mano dei Saints. A fine stagione, Jackson fu convocato per il suo terzo Pro Bowl al posto dell'infortunato Andre Johnson e votato al 64º posto nella NFL Top 100 dai suoi colleghi.
Il 28 marzo 2014, Jackson, dopo la miglior stagione a livello statistico della carriera, fu svincolato dagli Eagles dopo sei stagioni.

### Washington Redskins

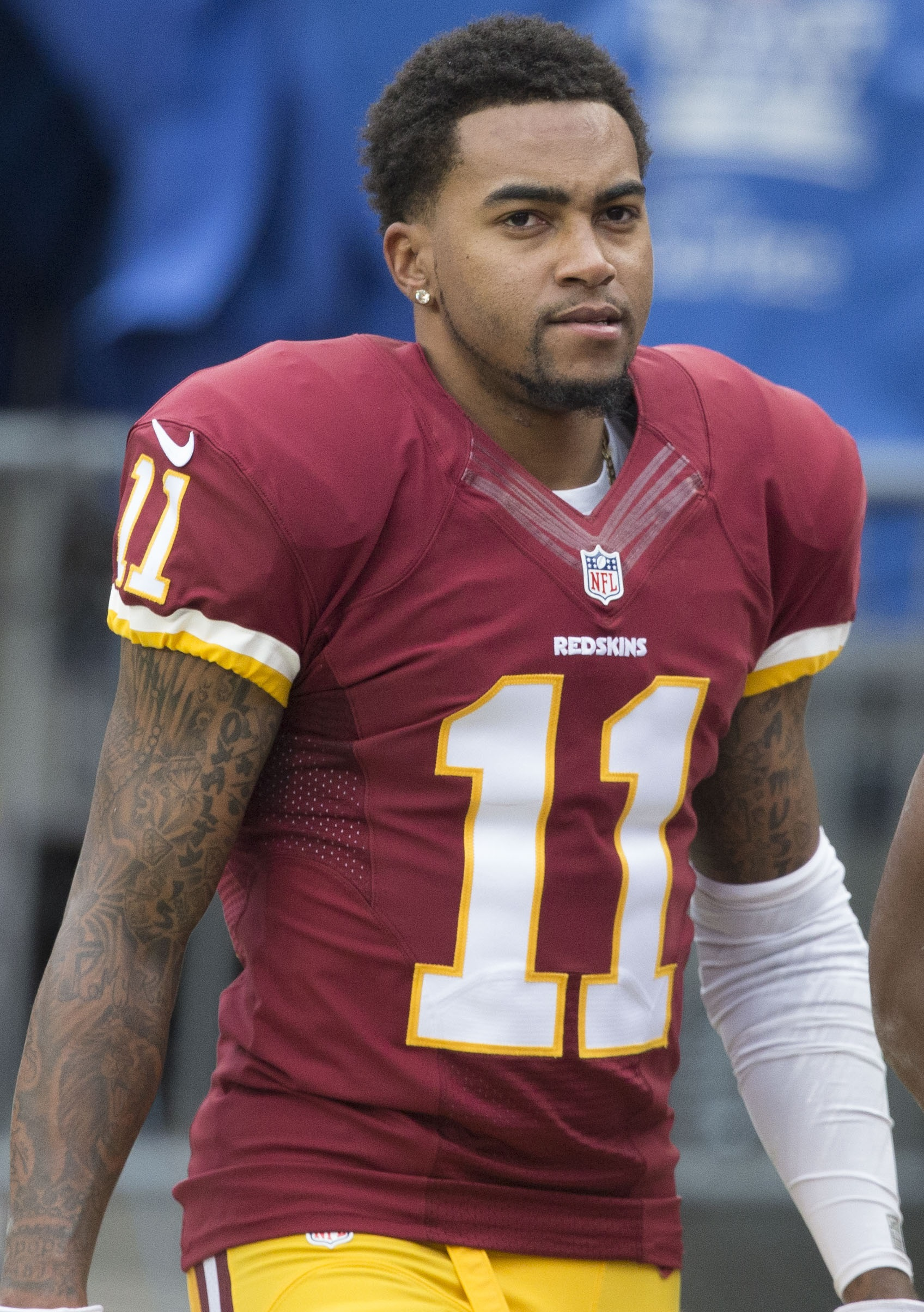
Jackson nel 2014 con i Redskins

Il 1º aprile 2014, Jackson firmò un contratto triennale coi Washington Redskins. Nella seconda gara della stagione fu costretto a uscire nel primo quarto a causa di un infortunio, senza fare ritorno in campo. La settimana successiva tuttavia partì regolarmente come titolare contro gli Eagles, ricevendo 117 yard e segnando il primo touchdown con la nuova maglia, ricevendo una cattiva accoglienza dal suo ex stadio.
Nel Monday Night della settimana 5, Jackson giocò una delle migliori gare dell'anno, ricevendo 157 yard e segnando un touchdown, ma i Redskins furono sconfitti dai Seattle Seahawks. Nel penultimo turno della stagione, contro i "suoi" Eagles contribuì a interrompere una striscia di sei sconfitte per la squadra della capitale ricevendo 4 passaggi per 126 yard. Il suo 2014 si chiuse guidando i Redskins in yard ricevute (1.169) e touchdown su ricezione (6).
Nella prima gara della stagione contro i Dolphins, Jackson subì un infortunio che lo tenne fuori dal campo per un mese e mezzo. Tornò nella settimana 9 e segnò il primo touchdown nell'undicesima contro i Panthers. Sette giorni andò di nuovo a segno nella vittoria sui Giants che permise ai Redskins di raggiungerli in vetta alla division. Nel quindicesimo turno ricevette un massimo stagionale di 153 yard (con un TD) e Washington vinse la sua seconda gara consecutiva dopo oltre un anno.

### Tampa Bay Buccaneers
Il 9 marzo 2017, Jackson firmò con i Tampa Bay Buccaneers. Il primo touchdown con la nuova maglia lo ricevette dal quarterback Jameis Winston nella sconfitta del terzo turno contro i Minnesota Vikings. La prima annata in Florida si chiuse con 668 yard ricevute e tre touchdown.
Nel primo turno della stagione 2018, Jackson disputò una delle migliori prove coi Bucs, ricevendo 146 yard e 2 touchdown da Ryan Fitzpatrick nella vittoria per 48-40 sui Saints.

### Ritorno agli Eagles
Nel 2019 Jackson firmò per fare ritorno agli Eagles disputando subito una prova di alto livello nel primo turno quando con 8 ricezioni per 154 yard e 2 touchdown trascinò la squadra alla vittoria in rimonta sui Redskins.

### Los Angeles Rams
Jackson firmò con i Los Angeles Rams il 21 marzo 2021. Nella settimana 3 segnò il suo nono touchdown su una ricezione da almeno 75 yard, pareggiando il record NFL di Lance Alworth. La sua partita contro i Buccaneers terminò con 3 ricezioni per 120 yard e una marcatura. Il 3 novembre 2021 fu svincolato.

### Las Vegas Raiders
L'8 novembre Jackson firmò un contratto di un anno del valore di un milione di dollari con i Las Vegas Raiders.
IL 29 novembre 2023 Jackson annunciò che avrebbe firmato un contratto di un giorno per ritirarsi come membro degli Eagles.

## Palmarès
- Convocazioni al Pro Bowl: 3

2010, 2011, 2013
- First-team All-Pro: 1

2009
- PFWA All-Rookie Team - 2008